# Явь (арт-группа)

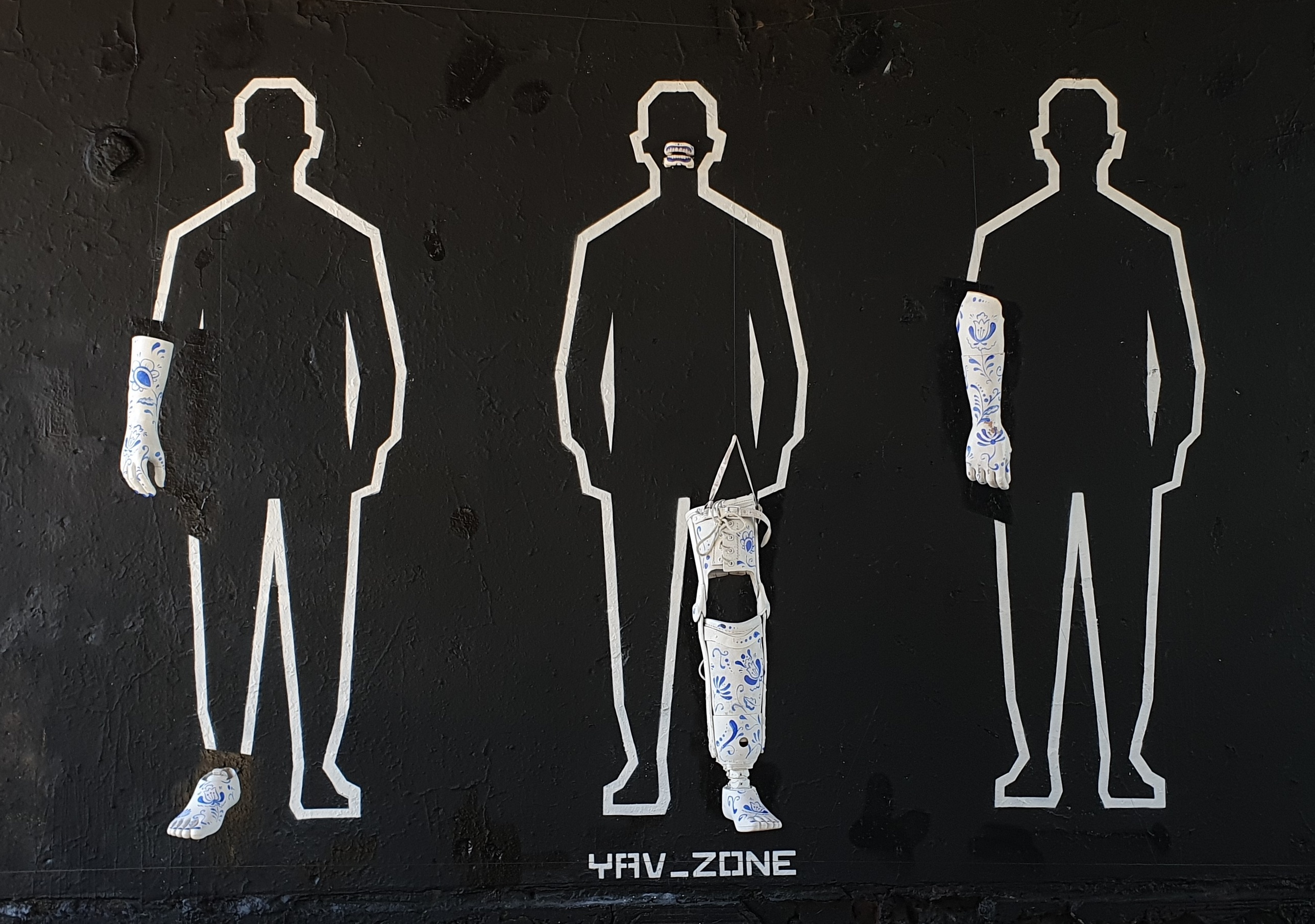
Русский киберпанк

Арт-группа «Явь» — российский коллектив уличных художников, известный своими работами на темы политики, цензуры и социальной несправедливости. Группа активно работает в Санкт-Петербурге с 2014 года, её участники известны своими акциями в жанре стрит-арта и инсталляций. Фронтвумен группы — художница и активистка Анастасия Владычкина.

## История и деятельность
Арт-группа «Явь» получила известность благодаря своим провокационным уличным работам, которые часто затрагивают острые политические и социальные темы. Участники группы стремятся через искусство выразить протест против цензуры и нарушений прав человека в России. В своих работах «Явь» активно использует элементы киберпанка и остросоциальные темы. Начиная с 24 февраля 2022 года основная тема работ — Вторжение России на Украину. 

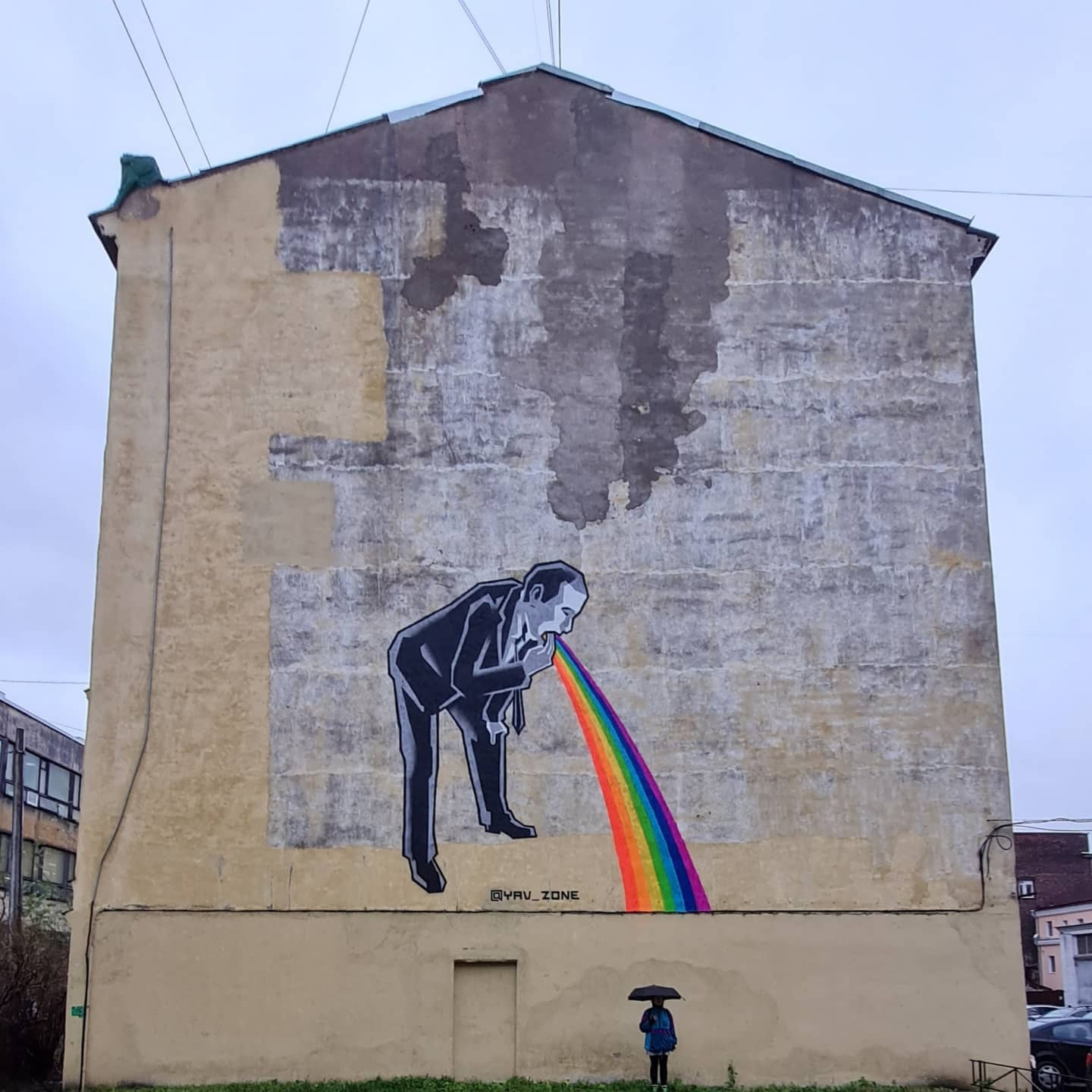
Рвота

## Известные работы и акции
- «Русский киберпанк» — инсталляция, где на силуэты людей были прикреплены протезы, расписанные под гжель. Проект был быстро демонтирован властями после установки[5].
- «Рвота» — акция, реализованная на улицах Москвы. Участники группы разместили изображения людей, "извергающих" потоки пропаганды, критикуя таким образом государственную информационную политику и привлекая внимание к проблемам свободы слова в России[6].
- «Гулаг» — работа, посвященная политическим репрессиям (граффити «Goolag. Как выбраться?» в стиле главной страницы Google), частично выполненная на улице Санкт-Петербурга. Во время создания работы художников задержали полицейские, однако после кратковременного ареста все были освобождены[7].
- «Терпение» — стрит-арт объект, где изображён символ заканчивающейся батареи смартфона, ставший метафорой эмоционального и психологического состояния общества в России. Работа была закрашена через несколько часов после её появления[1].

## Преследования и аресты

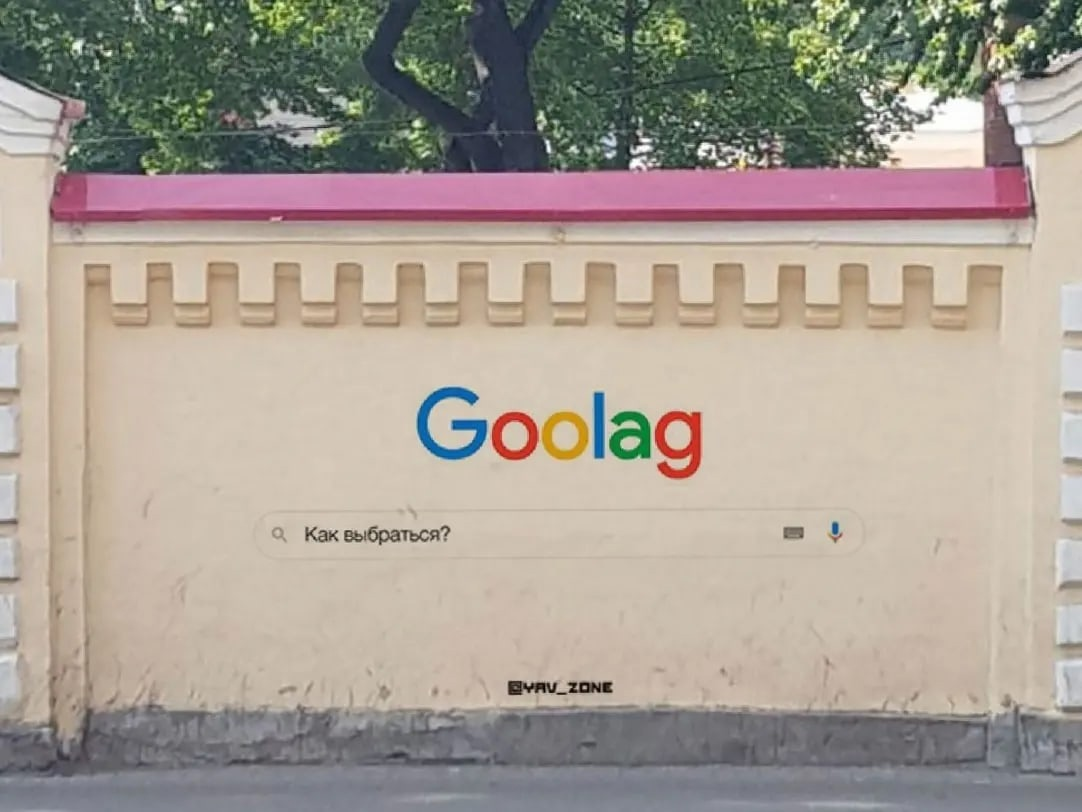
Гулаг

Участники арт-группы «Явь» часто подвергаются задержаниям и штрафам за свои работы.  В августе 2022 года всех членов группы задержали за создание работы «Гулаг», однако позднее они были отпущены со штрафом за мелкое хулиганство. Несмотря на давление, художники продолжают активно заниматься стрит-артом и выражать свои взгляды через искусство.

## Признание и награды
В 2021 году арт-группа «Явь» стала лауреатом премии «ТОП 50. Самые знаменитые люди Петербурга» в номинации «Искусство» за работу «Терпение».

## Личности

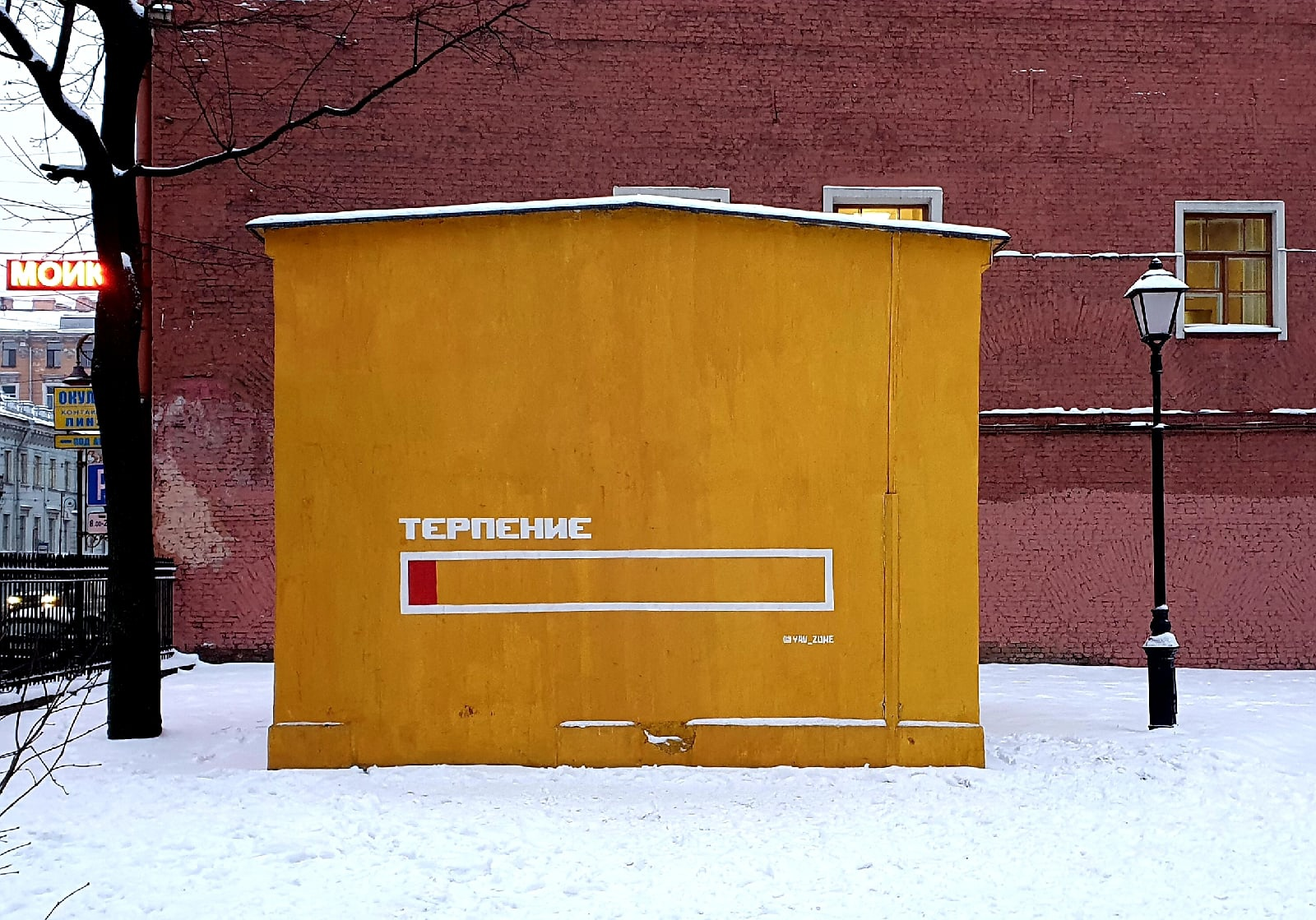
Терпение

### Анастасия Владычкина
Анастасия Владычкина — основатель и лидер группы «Явь», художница, активистка.  Начала заниматься искусством в молодости и активно использует стрит-арт как средство выражения протеста. В своих интервью Владычкина подчеркивает, что её работы — это не просто искусство, а способ донести важные политические и социальные месседжи. Анастасия сочетает в своей работе элементы активизма и современной культуры, что делает её одной из самых заметных фигур в российском стрит-арте.